# Vito Genovese
Vito Genovese (21. listopadu 1897 Risiglino, Itálie – 14. února 1969 Springfield) byl jeden z nejobávanějších italsko-amerických mafiánských bossů.

## Začátky
Vito Genovese se narodil v roce 1897 v Risigilino na předměstí Neapole, v Itálii. Vychodil pět tříd základní školy. V roce 1913 emigrovala jeho rodina do USA, do New Yorku. Tam se Genovese začal věnovat kriminální činnosti. Pracoval pro Joe Masseriu, Lucky Luciana a Franka Costella. Orientoval se na loupežná přepadení, kuplířství, obchod s alkoholem a drogami. 15. dubna 1931 pomohl Lucky Lucianovi zabít Joe Masseriu.
Vito Genovese byl krutý a vypočítavý, nikdo si nemohl být jistý, jestli ho Genovese nepodvede. Kvůli získání moci byl ochotný zabít i lidi, kteří mu pomáhali.
Někdy před rokem 1924 se oženil, ale jeho manželka v roce 1929 zemřela. Později poznal svou životní lásku, Annu Petillovou, která ale byla vdaná. Její manžel byl zavražděn (předpokládá se, že vraždu si objednal Genovese) a do dvou týdnů měli občanskou svatbu. Narodily se jim dvě děti, Nancy a Phillip. Anna se později se svým manželem rozvedla a při rozvodu poskytla informace o Genovesově kriminální činnosti.

## Útěk z USA
Vito Genovese měl velké ambice, chtěl se stát nejen bossem klanu (rodiny), ale i capem di tutti capi, bossem všech bossů.
V roce 1936 byl mafiánský boss Lucky Luciano uvězněn a Genovese cítil svou šanci. Funkcí výkonného šéfa byl však pověřen Frank Costello. Genovese musel roku 1937 odjet na Sicílii, protože byl stíhán kvůli vraždě Ferdinanda „The Shadow“ Boccia.
V Itálii se Genovese věnoval obchodu s drogami a aktivně podporoval diktátora Mussoliniho, ačkoliv Mussolini mafii v Itálii pronásledoval. Když v roce 1943 podnikli Američané invazi na Sicílii, Genovese se k nim přidal, pracoval pro ně jako tlumočník. Přitom však kontroloval černý trh. Když Američané zatkli na Genovesovo upozornění místní dealery zbraní a drog, Genovese na jejich místa dosadil své lidi.
V roce 1945 se Genovese vrátil zpátky do USA. V té době již byli všichni jeho svědci umlčení. Hlavní svědek, Peter La Tempa, který byl pod policejní ochranou, byl otráven.

## Převzetí moci
V dubnu roku 1957 chtěl Genovese zlikvidovat Franka Costella, ten však útok přežil. Později toho roku, 25. října, dal Genovese zabít svého dalšího rivala, Alberta Anastasiu.
Frank Costello tedy ustoupil a Vito Genovese převzal vedení největšího a nejbohatšího newyorského klanu, rodiny Luciano, záhy přejmenované na rodinu Genovese.

## Apalachin
14. listopadu 1957 se na popud Genoveseho konala v Apalachinu ve státě New York konference. V domě Josepha Barbary se sešli bossové největších rodin z různých měst, jejich asistenti a bodyguardi, dohromady desítky lidí. Genovese si tam chtěl utvrdit svou pozici. Kromě toho byla na programu otázka dalšího obchodu s drogami. V červenci roku 1957 byly totiž za tento trestný čin zpřísněny tresty.
Kolem domu Josepha Barbary jeli v té době dva policisté, kteří si všimli množství luxusních aut. Začali si poznamenávat jejich značky. Někteří přítomní se proto snažili rychle odjet, ale ulice byla zablokovaná. Někdo zkoušel utéci pěšky, policisté později našli v blízkém lese několik odhozených zbraní a také peněžní hotovost.
Účastníci konference, kteří skončili v rukou policie, byli vyslýcháni a poté propuštěni.
Vina za nezdar této konference byla přisuzována Vitu Genovesovi.

## Vězení a smrt
V roce 1959 připravili Luciano, Lansky a Costello past, do které se měl Genovese chytit. Šlo o obchod s drogami, na který byla upozorněna policie. 17. dubna 1959 byl na základě tohoto obchodu Genovese odsouzen k 15 letům vězení. Trest si odpykával nejprve v Atlantě, později ve Springfieldu ve státě Missouri.
Vito Genovese zemřel ve vězení 14. února 1969. Jeho nástupcem v čele mafiánského klanu se stal Thomas Eboli.